# Jahrbuch Preußenland
Le Jahrbuch Preußenland est une revue d'histoire de la Prusse.

## Histoire et missions
Les années 1 (1963) à 47 (2009) sous publiés sous le titre de Preußenland – Mitteilungen der Historischen Kommission für ost- und westpreußische Landesforschung/ En 2010, la revue est fusionnée avec les Beiträgen zur Geschichte Westpreußens de l'Association Copernic d'histoire et des études régionales en Prusse-Occidentale (de). L'annuaire publie des études historiques et régionales sur l'ancienne Prusse depuis la préhistoire et l'histoire ancienne jusqu'à nos jours. Il contient des critiques de livres et agit comme un bulletin d'information pour les Archives d'État secrètes du patrimoine culturel prussien (de), qui parraine la publication avec un montant important chaque année.
Les éditeurs actuels sont Dieter Heckmann (de) (Archives d'État secrètes), Klaus Neitmann (Archives principales d'État de Brandebourg), Sven Tode (de) et Reinhard Hanke.

## Auteurs (revue et annuaire)

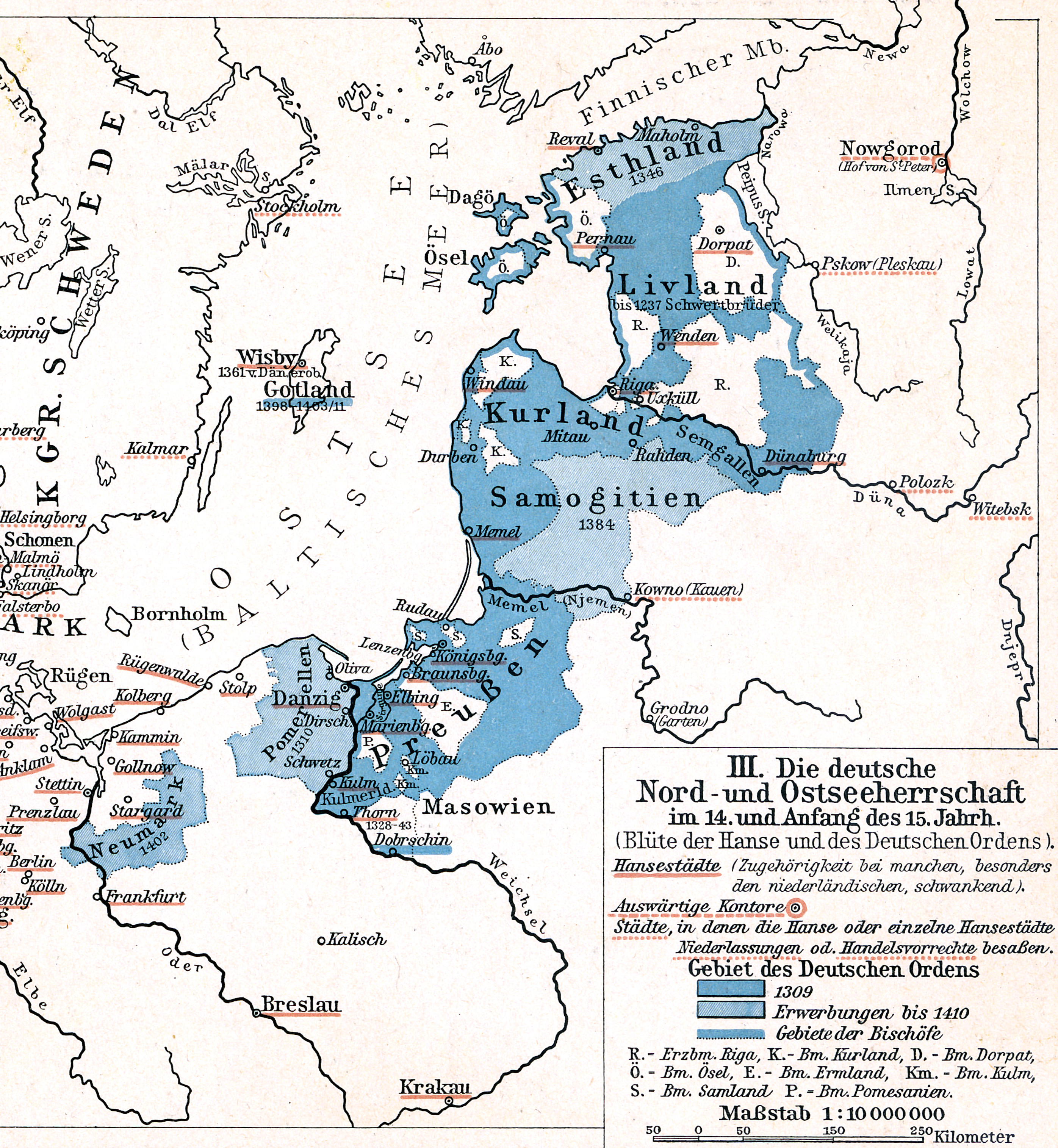
État teutonique (1410)

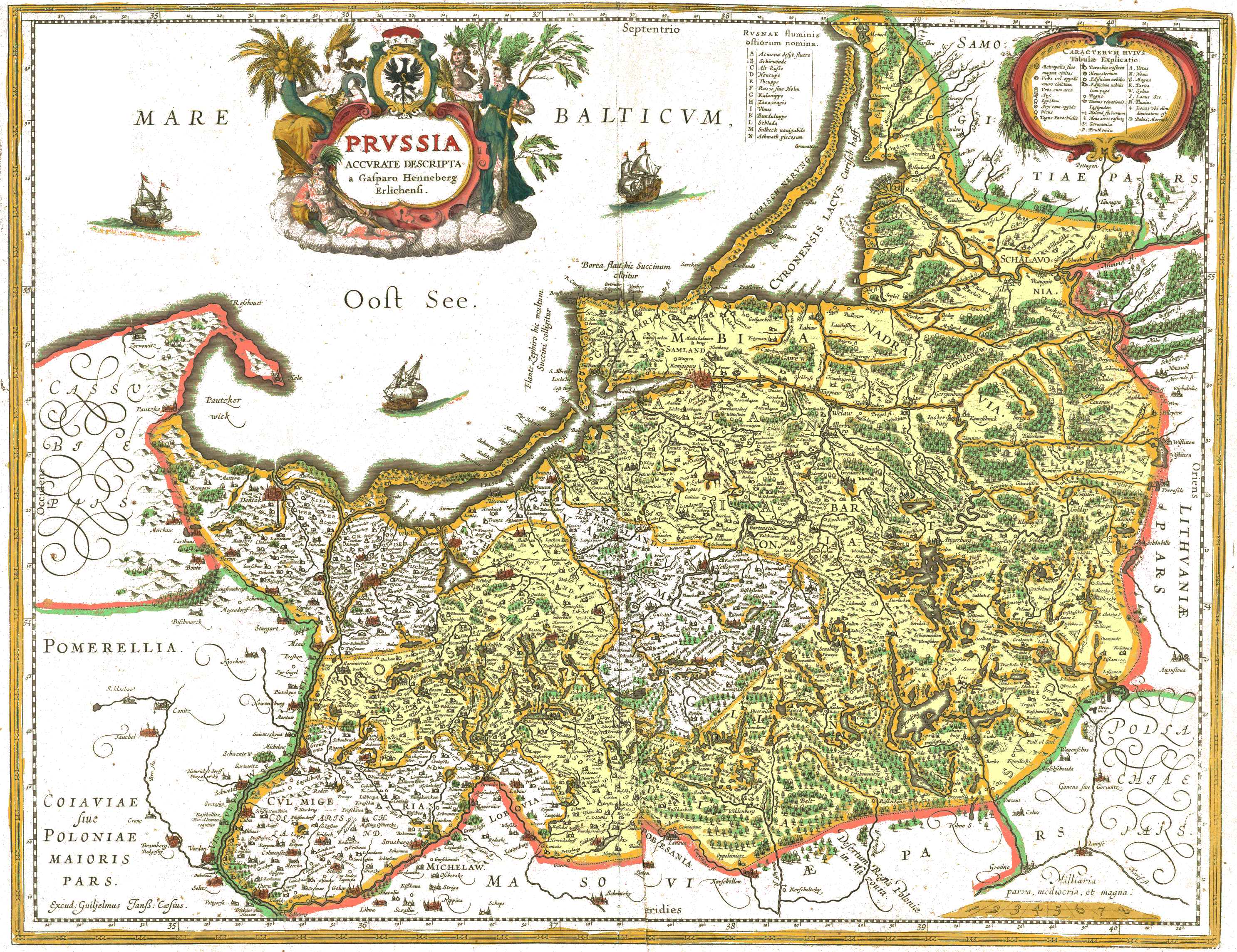
Duché de Prusse (1576)

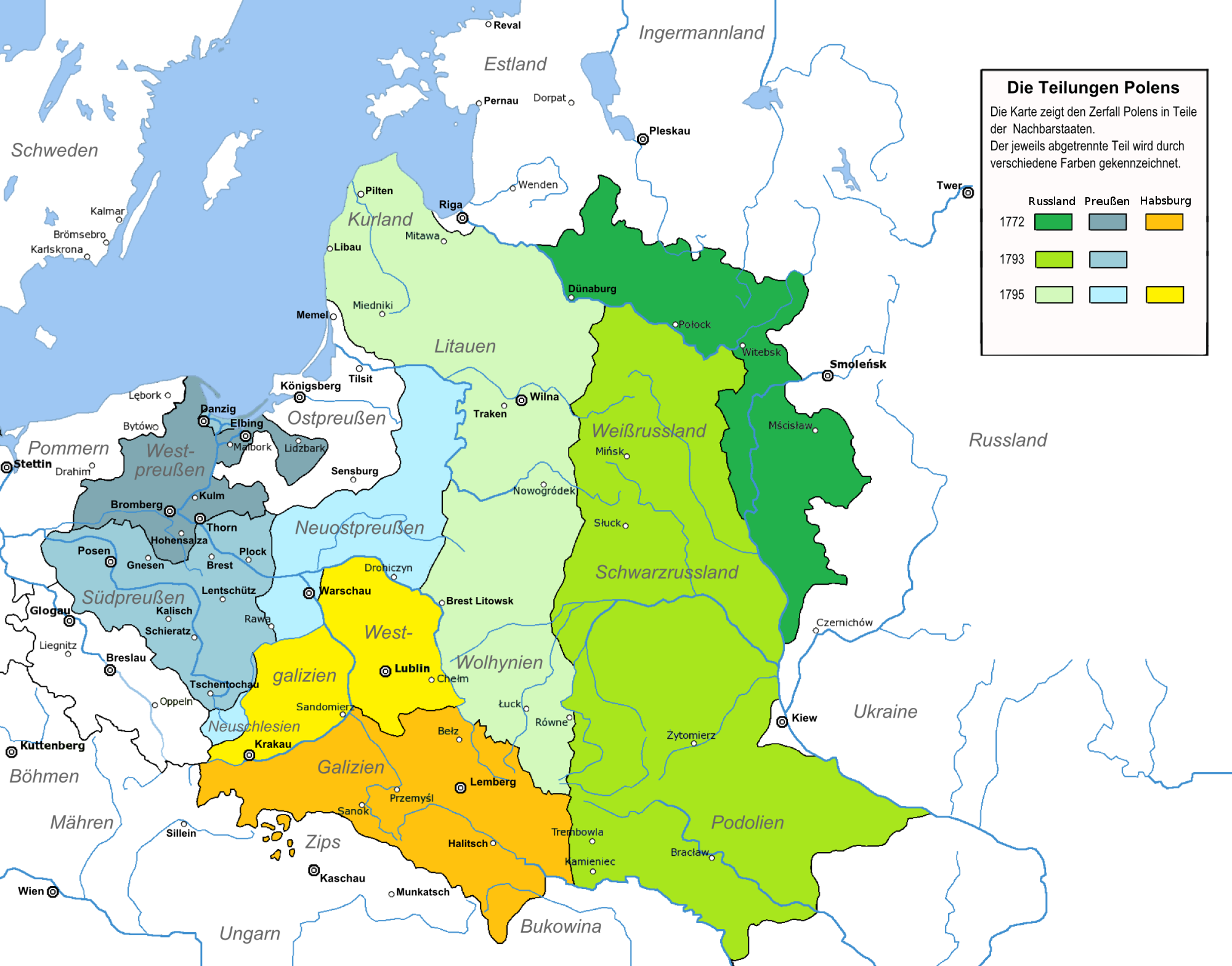
Partages de la Pologne

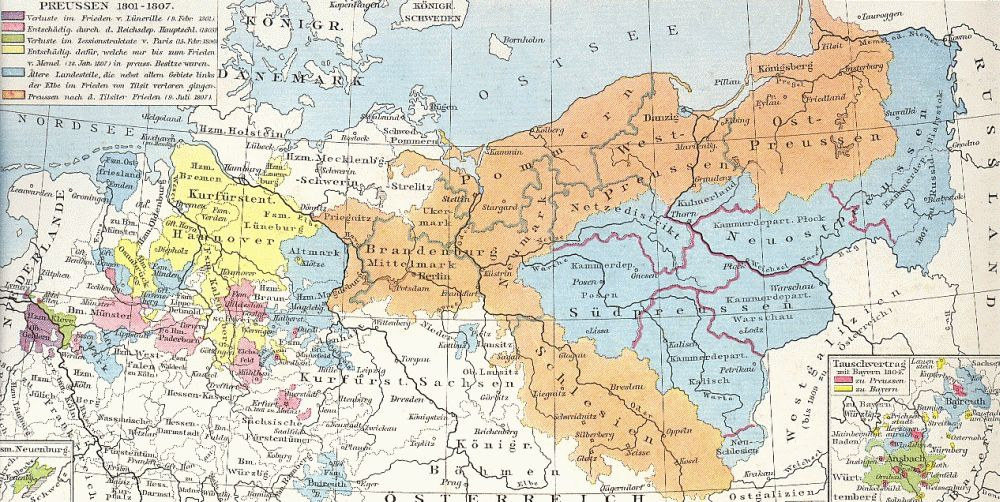
Royaume de Prusse après la bataille d'Iéna (1806)

"De Sarrelouis à Gumbinnen" - La plus grande étendue de la Prusse dans l'Empire allemand (1871)

- Udo Arnold
- Ernst Bahr
- Wolfgang La Baume (de)
- Ludwig Biewer
- Marian Biskup (de)
- Hartmut Boockmann
- Hans Joachim von Brockhusen
- Klaus Bürger (de)
- Alfred Cammann (de)
- Klaus Conrad
- Vincentas Drotvinas
- Sven Ekdahl (de)
- Kurt Forstreuter
- Hartmut Freytag (de)[2]
- Fritz Gause
- Emil Johannes Guttzeit
- Helmar Härtel (de)
- Stefan Hartmann
- Dieter Heckman (de)[3]
- Reinhold Heling (de)
- Friedrich-Wilhelm Henning
- Andreas Hillgruber
- Walther Hubatsch
- Bernhart Jähnig
- Hans-Jürgen Karp (de)
- Erich Keyser (de)
- Herbert Kirrinnis (de)
- Hans Köppen (de)
- Hans-Christof Kraus
- Stefan Michał Kwiatkowski (de)
- Hugo Linck (de)
- Carl von Lorck
- Carl August Lückerath (de)
- Wilhelm Matull
- Arno Mentzel-Reuters
- Klaus Militzer (de)
- Herbert Meinhard Mühlpfordt
- Ulrich Konrad Müller (de)
- Klaus Neitmann
- Wolfgang Neugebauer
- Zenon Hubert Nowak
- Ralf G. Päsler (de)[4]
- Christian Probst (de)
- Erhard Roß (de)
- Jürgen Sarnowsky (de)
- Harald Schieckel (de)
- Hans Schmauch (de)[5]
- Winfried Schwab (de)
- Werner Schwarz
- Roland Seeberg-Elverfeldt (de)[6]
- Joachim Tauber (de)[7]
- Hansheinrich Trunz (de)[8]
- Erich Weise
- Peter Wörster (de)
- Joachim Zdrenka